# 도쿄도도·지바현도 제501호선

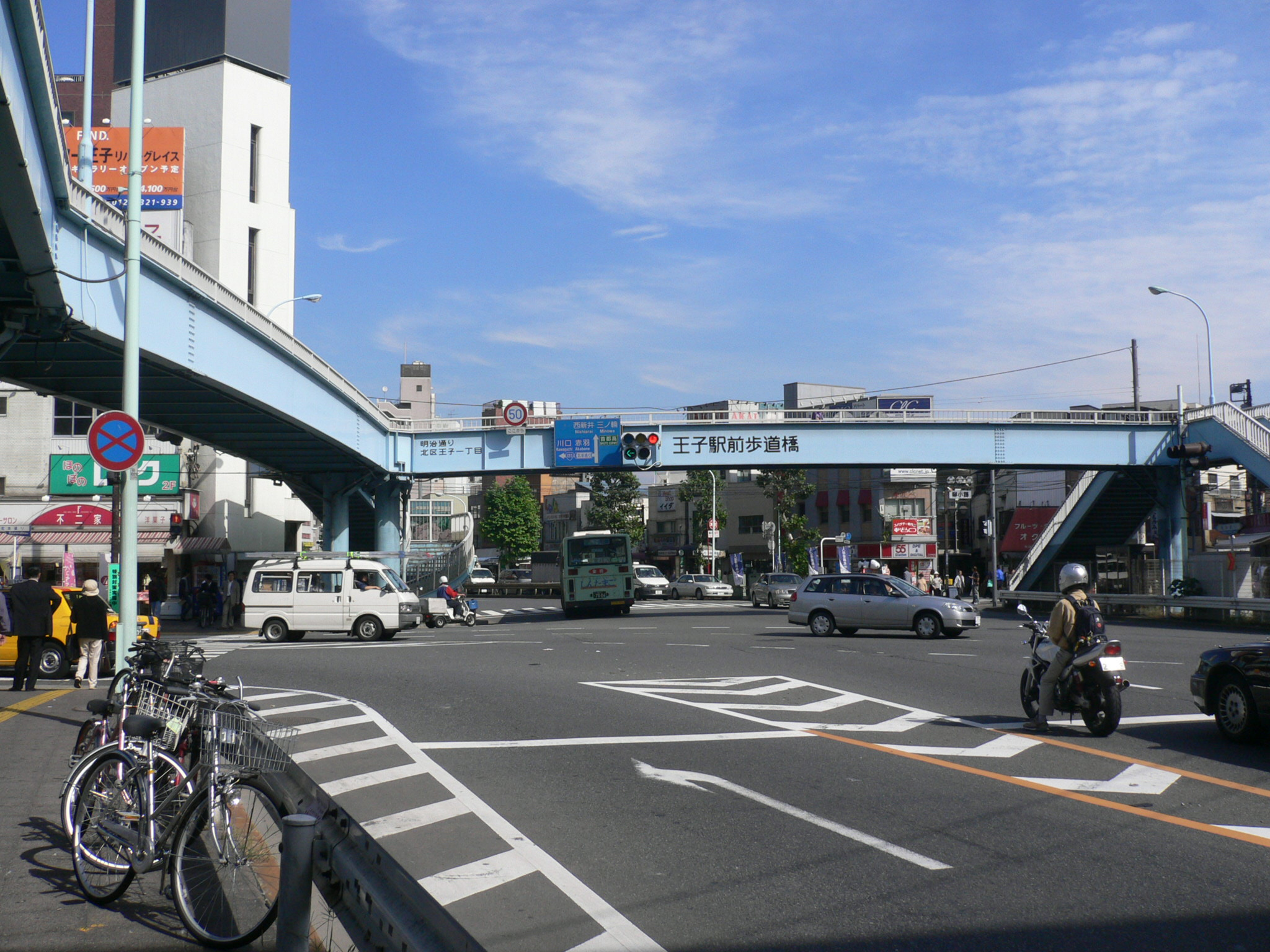

501번 도쿄도도·지바현도(일본어: 東京都道・千葉県道501号王子金町市川線→도쿄도도·지바현도 501호 오지가나마치-이치카와선)은 도쿄도 기타구 오지1초메에서 지바현 이치카와시에 있는 교토쿠역 입구 교차로까지 이어지는 일본의 현도 노선으로, 도쿄도의 주요 지방도로 분류된다.